# Comté de Cherokee (Caroline du Nord)
Pour les articles homonymes, voir Comté de Cherokee.
Le comté de Cherokee est un comté situé dans l'État de Caroline du Nord aux États-Unis. En 2010, sa population est de 27 444 habitants.

## Géographie
Situé dans le sud des Appalaches, le comté de Cherokee contient un paysage naturel varié. Des portions du comté se trouvent dans les limites de la forêt nationale de Nantahala et la rivière Hiawassee - un affluent de la rivière Tennessee - traverse le comté du sud-est au nord-ouest.
En avril 1974, certaines parties du comté de Cherokee ont été affectées par un événement météorologique historique, le Super Outbreak de 1974, qui a affecté des parties de 13 états et a été le deuxième plus grand événement de ce genre à être enregistré aux États-Unis.

## Histoire
Le comté a été formé en 1839 dans la partie ouest du comté de Macon. Il a été nommé pour les Amérindiens Cherokee, dont certains vivent encore dans la région.
En 1861, la partie sud-est du comté de Cherokee est devenue le comté de Clay. En 1872, sa partie nord-est était également séparée et devint le comté de Graham.

## Démographie
| 1840  | 1850  | 1860  | 1870  | 1880  | 1890  |
| ----- | ----- | ----- | ----- | ----- | ----- |
| 3 427 | 6 838 | 9 166 | 8 080 | 8 182 | 9 976 |

| 1900   | 1910   | 1920   | 1930   | 1940   | 1950   |
| ------ | ------ | ------ | ------ | ------ | ------ |
| 11 860 | 14 136 | 15 242 | 16 151 | 18 813 | 18 294 |

| 1960   | 1970   | 1980   | 1990   | 2000   | 2010   |
| ------ | ------ | ------ | ------ | ------ | ------ |
| 16 335 | 16 330 | 18 933 | 20 170 | 24 298 | 27 444 |

## Communautés

### Towns
- Andrews
- Murphy

### Census-designated place
- Marble